# Сресер
Сресер је насељено место у саставу општине Јањина, Дубровачко-неретванска жупанија, Република Хрватска.

## Историја
До територијалне реорганизације у Хрватској налазио се у саставу старе општине Дубровник.

## Становништво
На попису становништва 2011. године, Сресер је имао 192 становника.
| Број становника по пописима | Број становника по пописима | Број становника по пописима | Број становника по пописима | Број становника по пописима | Број становника по пописима | Број становника по пописима | Број становника по пописима | Број становника по пописима | Број становника по пописима | Број становника по пописима | Број становника по пописима | Број становника по пописима | Број становника по пописима | Број становника по пописима | Број становника по пописима |
| --------------------------- | --------------------------- | --------------------------- | --------------------------- | --------------------------- | --------------------------- | --------------------------- | --------------------------- | --------------------------- | --------------------------- | --------------------------- | --------------------------- | --------------------------- | --------------------------- | --------------------------- | --------------------------- |
| 1857                        | 1869                        | 1880                        | 1890                        | 1900                        | 1910                        | 1921                        | 1931                        | 1948                        | 1953                        | 1961                        | 1971                        | 1981                        | 1991                        | 2001                        | 2011                        |
| 228                         | 218                         | 253                         | 237                         | 268                         | 228                         | 202                         | 184                         | 141                         | 132                         | 123                         | 113                         | 74                          | 71                          | 196                         | 192                         |

Напомена: У 1857, 1869, 1921. и 1931. део података садржан у насељу Особјава.

### Попис1991.
На попису становништва 1991. године, насељено место Сресер је имало 71 становника, следећег националног састава:
| Попис 1991.‍  | Попис 1991.‍  | Попис 1991.‍ | Попис 1991.‍ | Попис 1991.‍ |
| ------------ | ------------ | ----------- | ----------- | ----------- |
|              |              |             |             |             |
| Хрвати       | Хрвати       |             | 59          | 83,09%      |
| Југословени  | Југословени  |             | 3           | 4,22%       |
| Муслимани    | Муслимани    |             | 2           | 2,81%       |
| Срби         | Срби         |             | 2           | 2,81%       |
| неопредељени | неопредељени |             | 1           | 1,40%       |
| регион. опр. | регион. опр. |             | 2           | 2,81%       |
| непознато    | непознато    |             | 2           | 2,81%       |
| укупно: 71   |              |             |             |             |